# Marko Šuler
 Marko Šuler, slovenski nogometaš, * 9. marec 1983, Slovenj Gradec. 
Šuler trenutno igra pri slovenskem klubu NK Maribor in v slovenski nogometni reprezentanci. Njegove igralne značilnosti so hitrost, duel igra na tleh kot v zraku ter pregled nad igro in vodenjem ekipe.

## Dosežki

#### NK Dravograd
- Pokal Slovenije:

- Podprvak: 2003-04

#### ND Gorica
- Slovenska prva nogometna liga:

- Prvak: 2004-05, 2005-06
- Podprvak: 2006-07

- Pokal Slovenije:

- Podprvak: 2004-05

#### K.A.A. Gent
- Jupiler League:

- Vice-prvak: 2009-10

- Belgijski pokal:

- Podprvak: 2007-08
- Prvak: 2009-10

#### Hapoel Tel Aviv
- ligat ha'Al:

- Vice-prvak: 2011-12

- Pokal Izraela:

- Prvak: 2011-12

#### Legia Warszawa
- Državni prvak:

- Prvak: 2012-13, 2013-14

- Pokalni zmagovalec:

- Prvak: 2012-13

#### NK Maribor
- Prva SNL:

- Prvak: 2013-14
- Prvak: 2014-15
- Prvak: 2016-17

- Pokal Slovenije:

- Prvak: 2012-13
- Prvak: 2015-16